# ヴィティム川
ヴィティム川（ヴィティムがわ、ビチム川、ビティム川、Vitim、ロシア語: Витим、ブリヤート語: Витим мүрэн、エヴェンキ語: Видым）は、ロシア連邦シベリア東部のブリヤート共和国、チタ州、イルクーツク州を流れる川である。レナ川の右支流で、南から合流する。
バイカル湖の東100kmにあるイカット山地東斜面の、標高2,573mの水源から発する。ヴィティム高原を蛇行し、ヤブロノヴイ山脈（ヤブロノイ山脈）に沿って北西に流れた後、スタノヴォイ高地を貫きボダイボの町を流れ、サハ共和国レンスクの西でレナ川に合流する。合流点付近ではレナ川に向かい分流し内陸三角州を形成している。ボダイボまでは船舶の航行が可能である。
昆虫などの化石の出土地として有名なバイサ（w:Baissa）は、ヴィティム川の左岸にある。2002年9月25日夜にボダイボ付近で起こった大きな天体爆発で知られる「ヴィティム事件」の現場でもある。現地から隕石らしきものはほとんど発見できなかったが、流星や彗星が衝突したとみられている。